# الغرابة وبلازما الكوارك-الغلوونية
إن إنتاج الغرابة في تصادمات الأيونات الثقيلة النسبية هو علامة وأداة تشخيصية لتشكيل وخصائص بلازما الكوارك-غلوون (QGP). على عكس الكواركات العلوية والسفلية، التي تتكون منها المادة اليومية، فإن نكهات الكواركات الأثقل مثل الغرابة والساحر تقترب عادةً من التوازن الكيميائي في عملية التطور الديناميكي. QGP (المعروف أيضًا باسم مادة الكوارك) هو تجميع موضعي متفاعل من الكواركات والغلوونات عند توازن حراري (حركي) وليس بالضرورة كيميائي (وفرة). تشير كلمة بلازما إلى أن الجسيمات المشحونة الملونة (الكواركات أو الغلوونات) قادرة على التحرك في الحجم الذي تشغله البلازما. تتشكل وفرة الكواركات الغريبة في عمليات الإنتاج الزوجي في التصادمات بين مكونات البلازما، مما يؤدي إلى توازن الوفرة الكيميائية. تتضمن آلية الإنتاج السائدة وجود الغلوونات فقط عندما تصبح المادة بلازما كوارك-غلوون. عندما تتفكك بلازما الكوارك-غلوون إلى الهادرونات في عملية تفكك، فإن التوافر الكبير للكواركات المضادة الغريبة يساعد على إنتاج مادة مضادة تحتوي على كواركات غريبة متعددة، والتي نادرًا ما تُصنع. تم وضع اعتبارات مماثلة في الوقت الحاضر لنكهة الساحر الأثقل، والتي يتم إجراؤها في بداية عملية الاصطدام في التفاعلات الأولى وهي متوفرة فقط في البيئات عالية الطاقة لمصادم الهدرونات الكبير التابع لسيرن.